# Roselin githagine
Bucanetes githagineus
Espèce
Statut de conservation UICN

 LC  : Préoccupation mineure
Le Roselin githagine (Bucanetes githagineus), également appelé Bouvreuil githagine, est une espèce de passereaux de la famille des fringillidés.

## Distribution
Cet oiseau vit dans une très large bande dans le nord de l’Afrique comprenant aussi les îles Canaries. Une population isolée peuple le sud de l’Espagne. L'espèce est également présente dans quelques îlots disséminés au Moyen-Orient. Une poche importante existe dans le sud de l’Asie centrale avec une large zone de migration au sud et à l’est, atteignant le nord et le nord-ouest de l’Inde.

## Habitat
Son habitat se présente comme un ensemble de collines parsemées d’une végétation xérophile d’arbustes, de buissons et de plantes herbacées, de déserts rocheux et pierreux, de semi-déserts à basse ou moyenne altitude et de zones arides dénudées à condition que l'oiseau dispose d’eau à proximité.

## Alimentation
Pour le Pakistan, Roberts (1992) précise qu’il consomme surtout des graines des plantes herbacées du genre Bromus, des graines dures de chénopodiacées et des bourgeons ou des feuilles d’herbes xérophytes. Hume (in Roberts 1992) a observé des groupes en train de se nourrir dans un champ cultivé de moutarde. Il explore les pieds des touffes d’herbes et des buissons en quête de graines, de pousses, de petites feuilles et de quelques insectes (surtout des larves de sauterelles). Il recherche aussi les petites graines tombées au sol, les semences de plantes herbacées, les jeunes pousses, les bourgeons et les feuilles des plantes du désert. Enfin, il exécute régulièrement des déplacements pour se rendre aux points d’eau, notamment en fin d’après-midi ou en soirée (Hollom et al. 1988, Mild 1990).
Une photo (in Ottaviani 2008) prise en janvier 1999 en Tunisie, montre un petit groupe en train de se nourrir de fleurs et de particules de moutarde sauvage (Sinapsis sp.), plante importante pour l’espèce. Une autre photo (in Ottaviani 2008) montre le spécimen qui s’est égaré sur Ouessant (pointe de Pern) où il a finalement trouvé une nourriture autrement verte et riche dans ces petites plantes herbacées du littoral. Il semble privilégier les boutons floraux de diverses plantes dont des silènes enflés (Silene inflata maritima).

## Mœurs
Cet oiseau passe le plus clair de son temps sur le sol ou les rochers mais ne répugne pas à se percher sur les arbres, les arbustes, les fils téléphoniques et barbelés. Il sautille de pierre
en pierre, se déplace d’une manière traînante sur le sol, trottine sur les murets en bordure
de chemins ou visite même les toits des bâtiments. Il se déplace d'un vol rasant, rapide et ondulé. En période de reproduction, il évolue par couples ou en colonies lâches et, en hiver, constitue des groupes plus importants comprenant jusqu’à 50 ou 60 individus des deux sexes et de tous âges (Hollom et al. 1988, Mild 1990).

## Parade nuptiale
De petites colonies nidificatrices se forment sur différents territoires mais les couples
tendent à s’isoler au cours des parades nuptiales. Ainsi les mâles poursuivent les femelles
en volant au ras des rochers tout en poussant leur cri nasal et claironnant caractéristique.
Ceux qui ont déjà revêtu leur plumage nuptial quittent le groupe avec la partenaire de leur choix. Leur chant comporte aussi des sons aigus sifflés et des cliquetis. Ils dévoilent aussi l’éclat de la coloration rose vif de leur livrée nuptiale en gonflant la poitrine. Le nid d’aspect grossier est construit dans une cavité de rocher, dans un amas de pierres ou sous une pierre en surplomb, plus rarement dans un buisson (Hollom et al. 1988, Mild 1990).

## Nidification

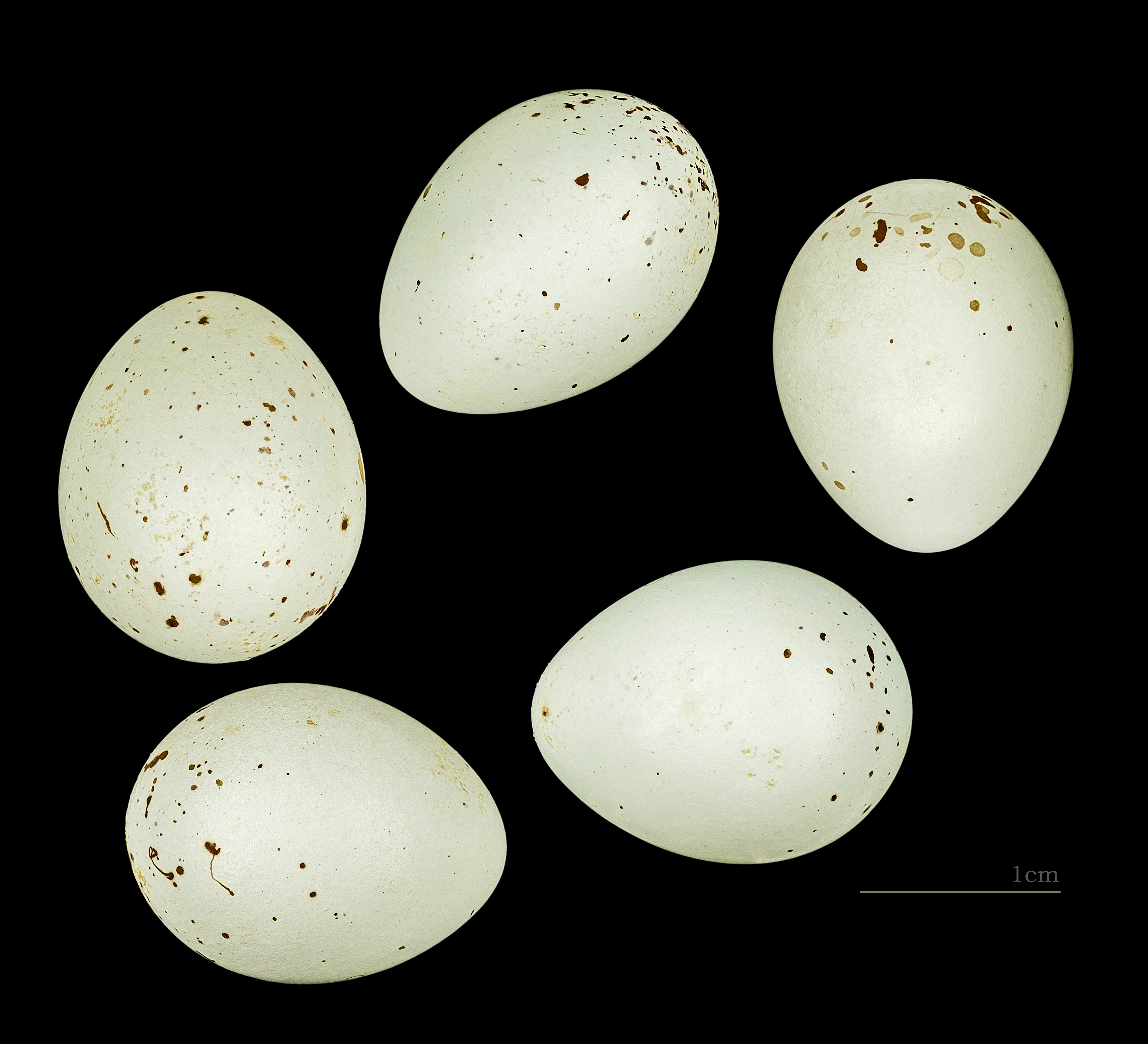
Œufs de Bucanetes githagineus amantum  Fuerteventura Muséum de Toulouse
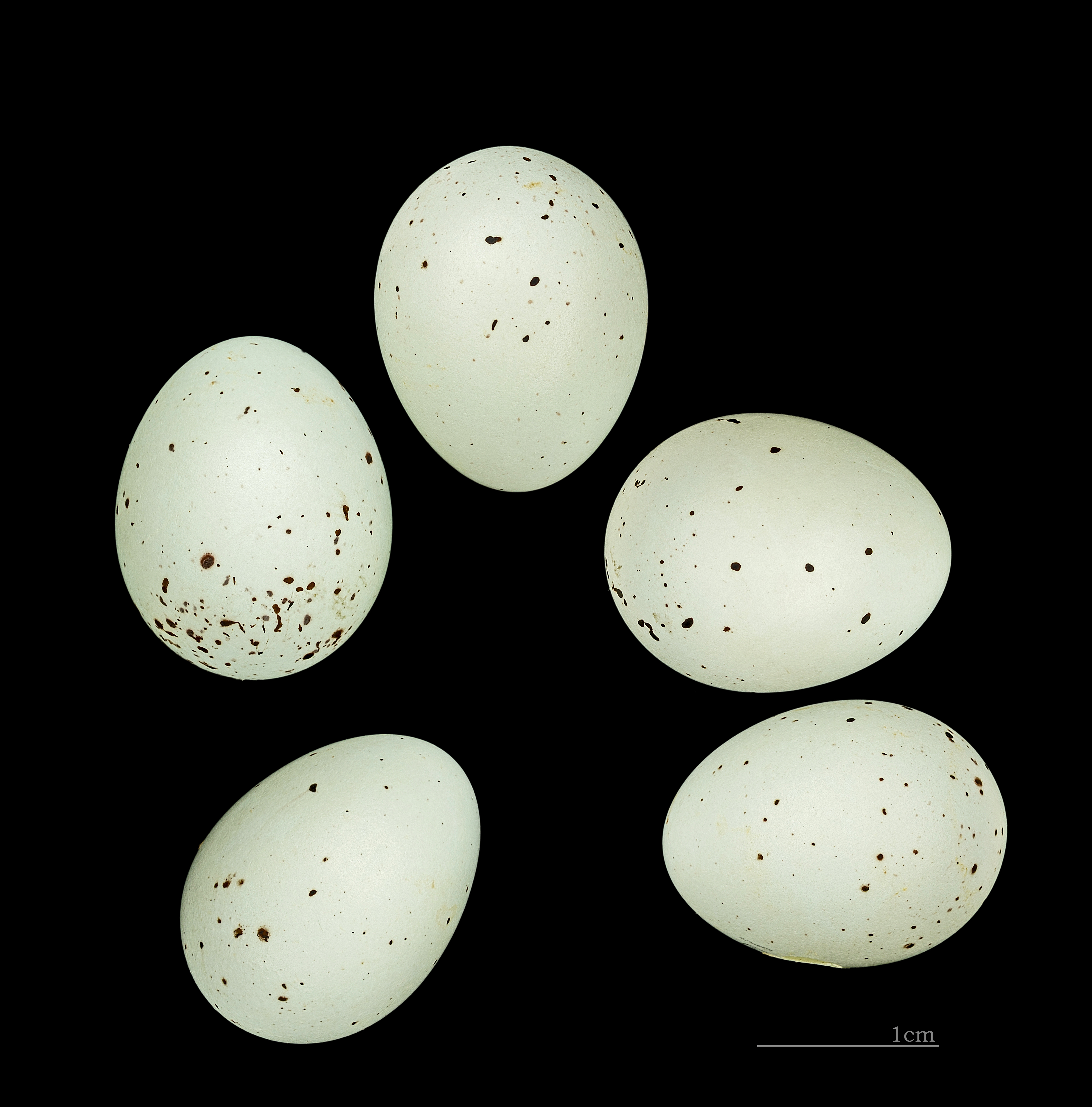
Bucanetes githagineus zedlitzi  Rif Muséum de Toulouse

La saison dure d’avril à juin et le nid consiste en un assemblage de brindilles et de ramilles, tapissé intérieurement de laine et de poils. Il est généralement placé dans une cavité de roche ou dans une anfractuosité de bâtiment en ruine. Il contient quatre œufs bleu pâle ou bleu intense tachetés de brun foncé ou de rougeâtre sur le gros pôle.

## Déplacements
L’espèce est considérée comme globalement sédentaire malgré quelques observations de rares sujets erratiques ou égarés en Europe. Pourtant entre le 19 avril et le 4 juin 2005, un événement assez exceptionnel s’est produit : pas moins de 20 roselins githagines ont été observés en Europe de l’Ouest (dont deux dans le nord et le nord-est de l’Espagne, un en Grèce, six en France, trois en Italie, deux en Suisse, quatre en Grande-Bretagne et un en Finlande).[réf. nécessaire]
Les populations les plus proches de la France se trouvent dans le sud-est de l’Espagne
(4 000 à 6 000 couples selon le site de la Commission Européenne). Mais en raison
de la barrière montagneuse que constituent les Pyrénées, il est assez peu probable
que les roselins soient d’origine espagnole. L’hypothèse nord-africaine est plus probable
car elle semble corroborée par la chronologie des observations d’autant que l’espèce
est plus commune dans les pays du Maghreb. L’afflux de roselins githagines en
avril-mai 2005 peut s’expliquer par le phénomène de vents printaniers en provenance
d’Afrique du Nord et soufflant vers l’Europe. Météo France avait effectivement relevé des
vents violents au-dessus de la Méditerranée dès le 11 avril 2005.

## Systématique
L'espèce Bucanetes githagineusa été décrite par l'ornithologue allemand Martin Lichtenstein en 1823.

### Synonymes
- Rhodopechys githagineus
- Erythrospiza githaginea

### Sous-espèces
D'après le Congrès ornithologique international, cette espèce est constituée des quatre sous-espèces suivantes (ordre phylogénique) :
- Bucanetes githagineus amantum (Hartert, 1903) : îles Canaries (Grande Canarie, Ténériffe, Fuerteventura, Lanzarote), visiteur non nicheur à Hierro ; le mâle présente une coloration générale rose relativement pâle mais il se distingue surtout par le bas des joues blanchâtres, caractère propre à cette sous-espèce ;
- Bucanetes githagineus zedlitzi (Neumann, 1907) : Maroc (Atlas et région de Er Rif), Algérie (Atlas saharien, Hauts Plateaux, Grand Erg Occidental, Plateau du Tademaït, Hoggar), nord-est du Mali, extrême nord-est de la Mauritanie, centre (Douz) et sud de la Tunisie (Dahar), sud de la Libye avec quelques poches isolées dans le nord, extrême nord du Tchad (nord du Tibesti) et Sud-est de l’Espagne (la désertification du sud-est de l’Espagne profite à cette sous-espèce qui a colonisé les provinces d’Almeria, de Murcia, de Grenade et d’Alicante) ; sous-espèce aux couleurs les plus vives ;
- Bucanetes githagineus githagineus (Lichtenstein, 1823) : Égypte (surtout le long de la vallée du Nil) et nord du Soudan (Soudan Septentrional) ; nicheur sédentaire de nombreuses localités en Égypte ;
- Bucanetes githagineus crassirostris (Blyth, 1847) : Sinaï, Palestine, nord-ouest et ouest de l’Arabie Saoudite, Oman puis, de façon discontinue sud du Turkménistan, est de l’Iran, Afghanistan et ouest du Pakistan ; hiverne dans le sud-est de l’Iran, l’est et le sud du Pakistan ainsi que dans l’ouest et le nord-ouest de l’Inde ; sous-espèce au bec le plus fort et aux couleurs plus pâles et plus grises : il convient cependant de remarquer un certain cline géographique, au sein même de cette sous-espèce, selon lequel la coloration devient plus pâle vers l’est avec les sujets les plus foncés en Égypte et les plus clairs au Pakistan et dans l’ouest de l’Inde.